# Anna Sahun i Martí
Anna Sahun i Martí (Barcelona, 13 de març de 1975) és una actriu catalana de teatre, cinema i televisió, coneguda pel gran públic per interpretar a sèries de Televisió de Catalunya els personatges de la Laia Font a Porca misèria o de la Lídia Almeda a La Riera.

## Biografia
Es va llicenciar en Humanitats per la Universitat Pompeu Fabra el 1998 i en Art Dramàtic a l'Institut del Teatre el 2002.
És parella de l'actor i director català Joel Joan, amb qui té dues filles.

## Reconeixements
El 2020, Sahun va rebre el premi Margarita Xirgu per la seva interpretació a l'obra dramàtica Justícia de Guillem Clua. A més, el 2021 va obtenir el Premi Butaca a la millor actriu de repartiment per la participació en l'adaptació teatral de la cèlebre novel·la catalana Canto jo i la muntanya balla.

## Treballs destacats

### Teatre
- 2003: Scherzo, dirigida per Gemma Beltran
- 2003: Divertimento..., o la comèdia dels criats, dirigida per Gemma Beltran
- 2006: En Pólvora, d'Àngel Guimerà i direcció de Sergi Belbel, a la Sala Gran del Teatre Nacional de Catalunya
- 2006: Jo sóc un altre!, d'Esteve Soler i direcció de Tamzin Townsend, a la Sala Tallers del Teatre Nacional de Catalunya
- 2007 – 2008: La plaça del Diamant, dirigida per Toni Casares, a la Sala Gran del Teatre Nacional de Catalunya
- 2008: Un dia. Mirall trencat, de Mercè Rodoreda i direcció de Ricard Salvat, al Teatre Borràs
- 2011: Les tres Germanes, d'Anton Txèhov i direcció de Carlota Subirós, al Teatre Lliure
- 2013: Fum, dirigida per Josep Maria Miró Coromina[7]
- 2015: Idiota, dirigida per Jordi Casanovas[8]
- 2019: Nenes i nens, dirigida per Joel Joan a La Villarroel.
- 2020: Justícia de Guillem Clua
- 2025ː Lapònia, dirigida per l’argentí Nelson Valente[9]

### Televisió
- 2002: Temps de Silenci, personatge capitulat. TV3
- 2004-2007: Porca misèria, com a Laia Font. TV3
- 2005: El asesino del parking, com a Inés a la TV Movie. Telecinco[10]
- 2008: Cuestión de sexo, personatge capitular. Cuatro
- 2008: Stevie, com a Eli a la TV Movie. TV3
- 2010-2017: La Riera, com a Lidia Almeda Cirech. TV3
- 2014: El crac, Cameo. TV3
- 2020: Valeria, personatge capitular. Netflix

### Cinema
- 2003: Les hores del dia, del director Jaime Rosales
- 2006: El asesino del parking, telefilm del director Isidro Ortiz
- 2008: Siete pasos y medio, del director Lalo García
- 2009: Agnosia, del director Eugenio Mira